# Cathédrale Saint-Pierre-et-Saint-Paul d'Ennis
Cette  cathédrale n’est pas la seule cathédrale Saint-Pierre-et-Saint-Paul.
La cathédrale Saint-Pierre-et-Saint-Paul d’Ennis est une cathédrale catholique irlandaise, celle du diocèse de Killaloe.

## Diocèse de Killaloe
En 1735, les catholiques d’Ennis construisirent une solide chapelle dans une ruelle — qui prit rapidement le nom de Chapel Lane. Bien que les lois pénales irlandaises étaient toujours rigoureusement appliquées, ils furent autorisés à pratiquer, tant qu’ils le faisaient discrètement.
Pendant plusieurs centaines d’années après la Réforme anglaise, construire une cathédrale catholique fut hors de question, que ce soit dans Kilfenora ou Killaloe. Lorsqu’une nouvelle église paroissiale fut construite à Ennis dans les années 1830, l’homme derrière le projet, Dean Terence O'Shaughnessy, a estimé qu’un jour elle pourrait être utilisée comme église cathédrale du diocèse. La nouvelle église ouvrit en 1843, même si la tour et la flèche ne furent ajoutées qu’en 1874. Lorsque Thomas McRedmond fut nommé évêque auxiliaire de Killaloe en décembre 1889, il décida de vivre à Ennis, premier évêque à le faire pendant plus de cent ans. Il y resta en tant qu’évêque, après 1891, et depuis lors, tous ses successeurs en tant qu’évêques de Killaloe ont aussi vécu à Ennis. En conséquence, l’église paroissiale d’Ennis fut une pro-cathédrale pendant près d’un siècle, n’étant pas originellement construite pour servir de cathédrale.
Dès les premières années du XIXe siècle, le bâtiment de Chapel Lane se fit trop petit, en plus d’être trop difficile d’accès. En 1821, une réunion paroissiale décida de construire une nouvelle église. Sept années plus tard, en janvier 1828, Francis Gore — un protestant — donna un site adapté, en bordure de la ville, contre loyer symbolique. Peu de temps après avoir obtenu ce site, Dean Terence O’ Shaughnessy donna ses instructions pour sa réalisation : « La chapelle doit être de 120 pieds de longueur (ndt : 36,5 m) et cinquante pieds de large (15,2 m), le T à 100 pieds par 60 (ndt : 30,5 ×18,3 m). L’élévation de l’édifice d’être en proportion. » Les architectes réagirent rapidement et en juillet 1828, un plan était sélectionné.

## Architecte
Le projet gagnant fut celui de Dominick Madden, un architecte bien connu de l’époque. Le style est un gothique très épuré. Le travail était en cours sur les fondations en juin 1828, mais plus rien ne fut fait jusqu’en 1831 en raison d’un différend entre Dean O'Shaughnessy et les franciscains, qui avaient ouvert leur propre chapelle à Ennis en décembre 1830. Leur droit de le faire était contesté par le Dean, qui vit les franciscains s’appuyer sur les ressources financières nécessaires à la construction de la cathédrale. Après un appel à Rome, les bonnes relations furent restaurés en 1832. À peine le problème réglé, qu’un conflit équivalent éclatait avec un autre groupe[précision nécessaire] de religieux.

## Première pierre
Les travaux sur la cathédrale, arrêtés pour la durée du litige, reprirent en novembre 1836, après une visite de Patrick Kennedy, nouvel évêque de Killaloe (1836 – 1850). Les travaux progressèrent lentement, et c’est en janvier 1841 que les murs permirent d’entamer la construction du toit. La première messe fut récitée dans la cathédrale encore inachevée le 4 septembre 1842, le Dean offrant « un long et éloquent discours en l’honneur de la joie qu’il éprouvait à être en mesure de les satisfaire par l’édifice, auquel il avait consacré tant de temps et d’attention »

## Extérieur
Le Dean O'Shaughnessy mourut en 1848, âgé de 86 ou 87, et fut enterré dans la cathédrale pour laquelle il avait tant fait. En 1871, la construction de la tour et de la flèche fut entrepris par Maurice Fitzgerald, qui — probablement avec quelques légères modifications — concrétisa le projet de Madden. La cathédrale est construite en moellons de pierre calcaire et possède un parapet crénelé et de hautes fenêtres ogivales entrelacées. La façade d’origine a été partiellement masquée par les porches, mais les portes originales sont toujours conservées à l’intérieur.

## Intérieur

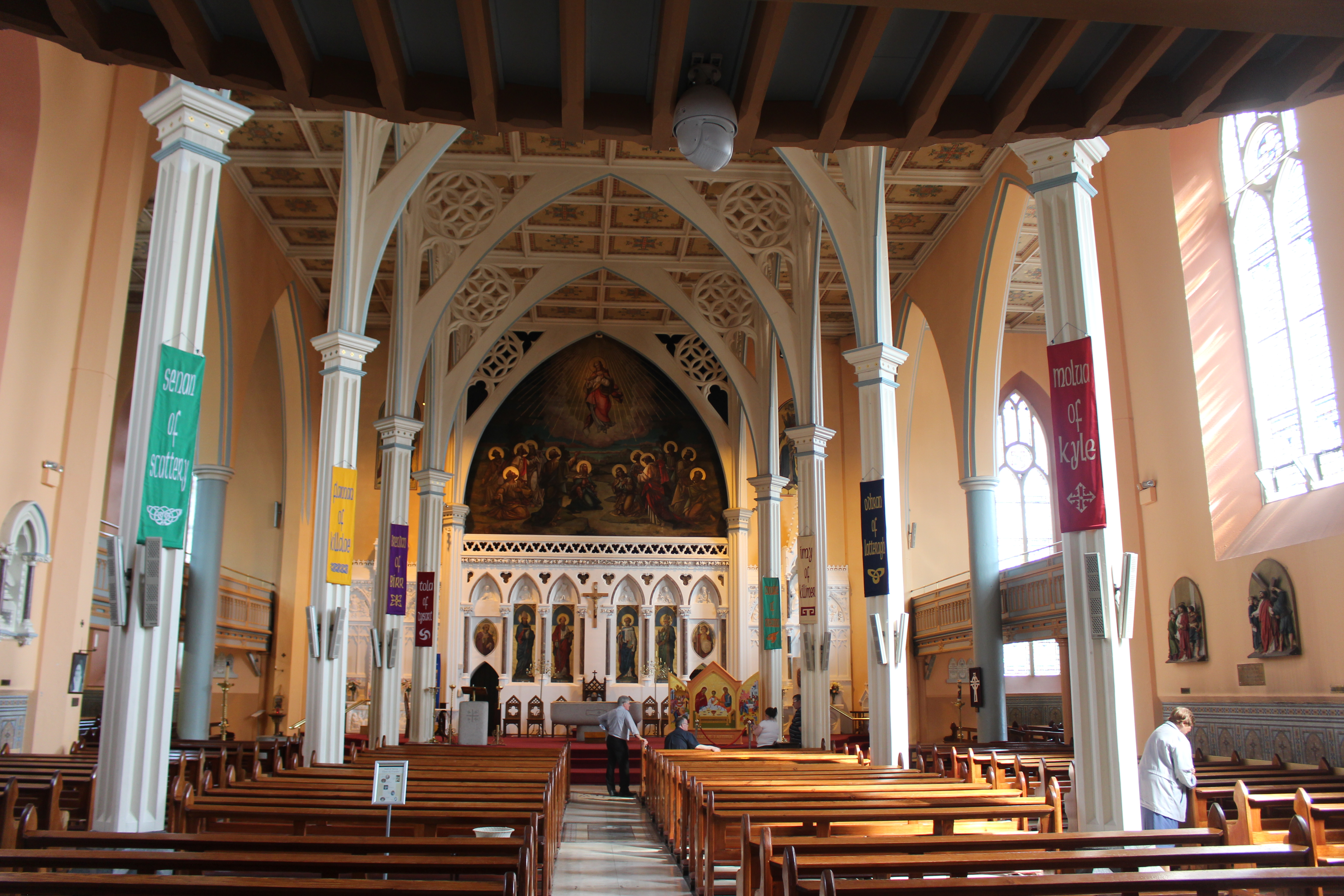
La nef de la cathédrale.

L’intérieur de la cathédrale a été achevé en 1861, sous la direction de James Joseph McCarthy (de). Les arcades et les piliers, le plafond lambrissé et la galerie de l’orgue à l’extrémité ouest sont l’œuvre de McCarthy, ainsi que les autels (tous en pierre de Caen, albâtre et marbre irlandais) et le retable. On doit à McCarthy les piliers internes, à tympans ajourée et des galeries.
La cathédrale d’Ennis est presque totalement dépourvue de vitraux illustratifs, n’ayant qu’une seule verrière de ce type, dans l’ancien baptistère, ajoutée en 1903 en mémoire du Père Dan Fogarty, administrateur d’Ennis entre 1878 et 1888.

## Réaménagement
Le bâtiment fut redécoré lors d’une rénovation débutée en 1894 sous la direction de Joshua Clarke, père de Harry Clarke. La fresque de l’Assomption de Marie, derrière et au-dessus du maître-autel (démoli) de J.J. McCarthy, est de Nagle et Potts.
La cathédrale d’Ennis a été l’une des premières du pays à être réaménagée pour se mettre en conformité avec les exigences de la liturgie du concile Vatican II. La clôture d’autel, la chaire et maître-autel ont été enlevés, bien que le retable ait été autorisé à rester.
Le meneur de ces transformations fut Michael Harty, doyen du Maynooth College puis immédiatement évêque de Killaloe. Bien que n’étant ni un universitaire ni un liturgiste formé, et plus à l’aise dans l’enseignement, Michael Harty acquit une réputation dans les milieux de l’architecture religieuse pour oser ce que personne n’avait osé jusque-là. Andy Devane fut l’architecte chargé de la réorganisation d’Ennis. Comme dans de nombreuses cathédrales d’Irlande, on peut noter lors de ce réaménagement la disparition des stalles du chapitre.

## Source
- (en) Cet article est partiellement ou en totalité issu de l’article de Wikipédia en anglais intitulé « St Peter and St Paul Cathedral, Ennis » (voir la liste des auteurs).